# Strongylodon
Strongylodon là một chi thực vật có hoa thuộc họ Fabaceae. Nó thuộc phân họ Faboideae.

## Các loài
Chi này chứa các loài như sau:
- Strongylodon archboldianus Merr. & L.M.Perry, 1942
- Strongylodon caeruleus Merr.
- Strongylodon celebicus Huang, 1991
- Strongylodon crassifolius Perkins, 1905
- Strongylodon craveniae R.Baron & Baker
- Strongylodon decipiens Verdc., 1978
- Strongylodon elmeri Merr.
- Strongylodon loheri Huang, 1991
- Strongylodon lucidus (G.Forst.) Seem.
- Strongylodon macrobotrys A.Gray, 1854
- Strongylodon madagascariensis Baker, 1880
- Strongylodon pulcher C.B.Rob., 1908
- Strongylodon ruber Vogel, 1836
- Strongylodon zschokkei Elmer, 1907

## Hình ảnh

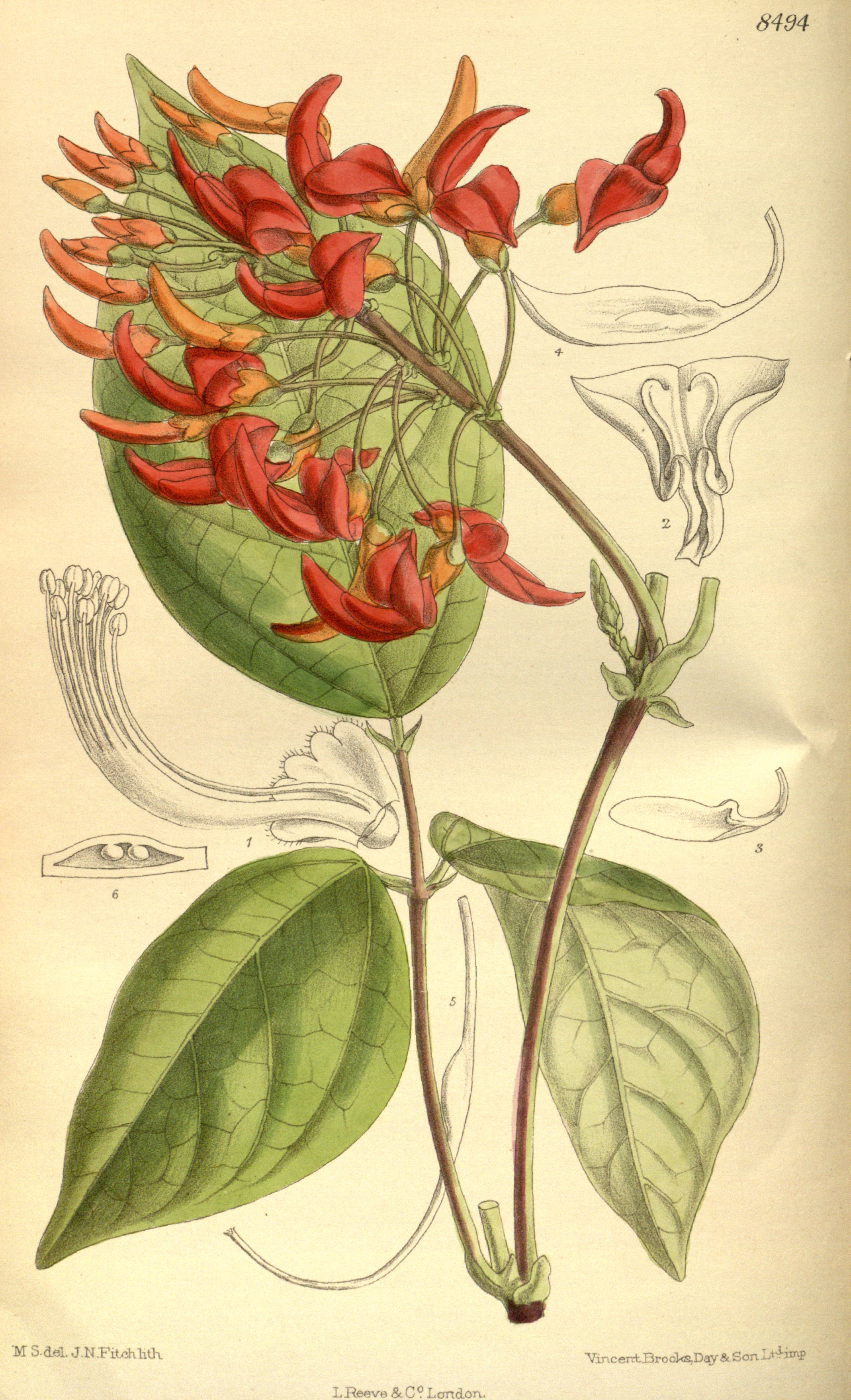
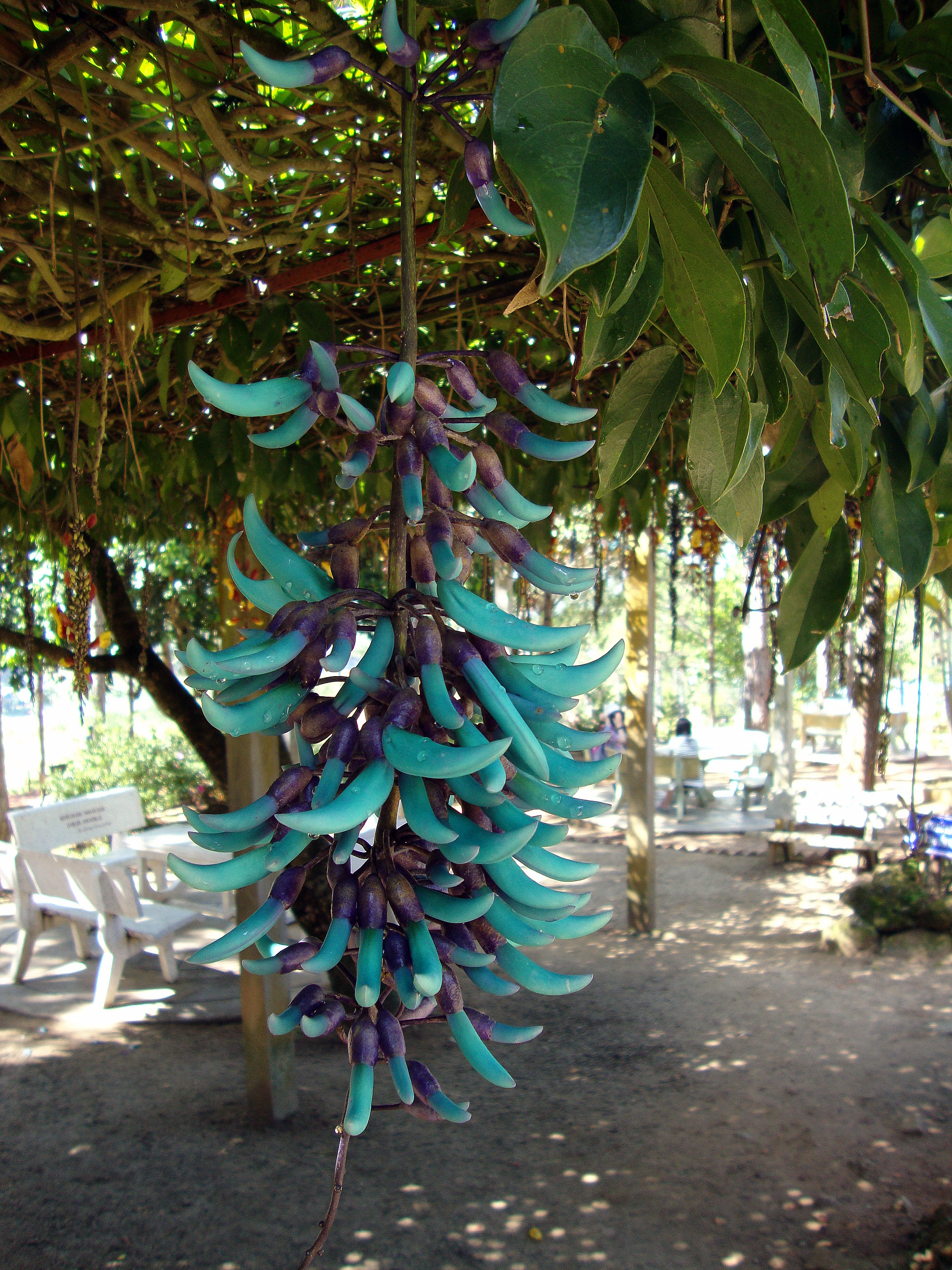